# Elisabeth Westman
Karin Elisabeth Westman, née le 17 mai 1966 à Västerås, est une coureuse cycliste suédoise.

## Palmarès sur route

### Jeux Olympiques
- 1992 Barcelone
  - 27e de la course en ligne

### Championnats du monde
- 1986 Colorado Springs
  - 28e de la course en ligne
- 1989 Chambéry
  - 62e de la course en ligne
- 1990 Utsunomiya
  - 58e de la course en ligne

### Par années
- 1989
  - 2e du GP Skandinavie
- 1990
  -  Championne de Suède sur route
  - 2e du Tour de Nedersaksen
- 1991
  - 2e étape de Tygrikeskupen
  - 3e de Tygrikeskupen
- 1992
  - 2e du championnat de Suède sur route
- 1993
  - 2e du championnat de Suède sur route
  - 2e du championnat de Suède du contre-la-montre

### Grands tours

#### Tour de France
- 1986 : 25e